# Nymphalis nigrolimbata
Nymphalis nigrolimbata är en fjärilsart som beskrevs av Ruggero Verity 1950. Nymphalis nigrolimbata ingår i släktet Nymphalis och familjen praktfjärilar. Inga underarter finns listade i Catalogue of Life.